# Sistematska mineralogija
Sistematska mineralogija je znanstvena disciplina unutar mineralogije koja se bavi sistematiziranjem i klasifikacijom minerala.

## Klasifikacija minerala
Klasifikacija minerala danas se bazira na njihovoj strukturnoj i kemijskoj srodnosti, odnosno po njihovim kristalokemijskim karakteristikama. 
Minerali se dijele u razrede (njih 13 ukupno). Razredi se mogu sastojati od više mineralnih tipova, a svaki mineralni tip može biti sastavljen od više mineralnih grupa. 
Podjela na razrede bazira se na poznavanju kemijskih svojstava, kemijskog sastava te stehiometrijskih odnosa elemenata koji grade mineral. Da bi se neki mineralni razred podijelio na mineralne tipove, potrebo je pouzdano znanje o stehiometrijskim odnosima. Želimo li neki mineralni tip podijeliti na mineralne grupe, moramo dodatno poznavati i kristalnu strukturu minerala.

### Mineralna grupa
Mineralnu grupu čine minerali koji imaju isti tip strukture i kod takvih minerala, u većini slučajeva, postoji mogućnost izomorfnih zamjena, odnosno pojava čvrstih otopina. 
Pri svrstavanju minerala u pojedine grupe, odnosno tipove, mogu postojati i izuzeci. Na primjer, grupu ugljika čine dijamant (C) i grafit (C), iako ta dva minerala imaju posve različite strukture; također, razred sulfida sadržava ne samo spojeve elemenata sa sumporom, već i s telurom te selenom... itd.